# (229762) Gǃkúnǁʼhòmdímà
(229762) Gǃkúnǁʼhòmdímà（仮符号 2007 UK126）は、太陽系の外縁部にある散乱円盤内に存在している太陽系外縁天体 (TNO)である。2007年10月19日に、カリフォルニア州にあるパロマー天文台で観測を行っていたアメリカ人の天文学者であるMegan Schwamb、マイケル・ブラウン、デイヴィッド・ラビノウィッツによって発見され、直径は約 600 km 程度と測定されている。太陽系外縁天体としては中規模で、完全な固形の天体へ崩壊していないとされる直径 1,000 km 未満の中規模クラスの太陽系外縁天体の代表的な天体であるとされている。2008年にはKeith Noll、Will Grundy およびその同僚らによるハッブル宇宙望遠鏡の観測で、直径が約 100 km の衛星が発見され、Gǃòʼé ǃHú と命名されている。

## 名称
Gǃkúnǁʼhòmdímà という固有名は、主にナミビアに居住しているクン族（サン族のグループの一つ）が話すジューホアン語に由来している。Gǃkúnǁʼhòmdímà はジューホアン神話に登場する美しいツチブタの少女の名であり、他のサン族の間で語られる物語においては、パイソンまたはゾウの少女として登場することもある。彼女は、gǁámígǁàmì と呼ばれる棘、雹に満ちた雨雲、そして魔法のオリックスの角を使って不正な行いをした者を罰するとされる。Gǃkúnǁʼhòmdímà という名称は「ツチブタ」を意味する gǃkún、「若い女性」を意味する ǁʼhòm mà、および女性を意味する接頭辞である dí から派生したものである。衛星の Gǃòʼé ǃHú という名称は彼女が持つ角に由来しており、gǃòʼé は「オリックス」、ǃhú は「角」を意味する。
ジューホアン語において、これらの名称はそれぞれ [ᶢᵏǃ͡χʼṹ ᵑ̊ǁʰòmdí mà] ( 音声ファイル) と [ᶢǃòˀé ǃʰú] ( 音声ファイル) と発音される。英語で話すときは通常、ジューホアン語や他のサン族が話す単語に含まれる吸着音は無視されるので、結果的に準惑星の名は [ˌɡuːnhoʊmˈdiːmə] (GOON-hohm-DEE-mə, グーンホウムディーマ、グンホムディーマ) 、衛星の名は [ˌɡoʊ.eɪˈhuː] (GOH-ay-HOO, ゴウエイフー) または [ˌɡoʊ.eɪˈkuː] (GOH-ay-KOO, ゴウエイクー) と発音される。
これらの名前は、ASCIIではそれぞれ ⟨G!kun||'homdima⟩（または ⟨G!kun//'homdima⟩ ）と ⟨G!o'e !Hu⟩（または ⟨G!o'e!hu⟩ ）とレンダリングされている。

## 軌道
Gǃkúnǁʼhòmdímà は、太陽から約 37.6 - 109.7 au（約 56.2億 - 164.1億 km）離れた軌道を約630年以上の公転周期で公転している。軌道長半径は約 73.7 au（約 110.3億 km）離れている。軌道の離心率は約0.49で、黄道面に対する軌道傾斜角は約23度。散乱円盤天体 (SDO) に分類される。
0.49という高い離心率は、Gǃkúnǁʼhòmdímà が重力的に散乱されて今の偏心した軌道に至ったことを示唆している。2050年代後半からは衛星との相互掩蔽現象が起きるようになり、その後の10年間のほとんどの期間で発生するようになるとされている。絶対等級は約3.7等級と明るく、2022年6月時点で合計597回観測されており、衝は22回起きている。正式に新天体として発見されたのは2007年であるが、プレカバリー画像が撮影されていたのは1982年にまで遡る。

## 物理的特徴
恒星の掩蔽現象からは、Gǃkúnǁʼhòmdímà の有効直径（相当球直径）が 600 - 670 km 程度であることが示されているが、形状は球形になっていないとされる。非球形という形状の複雑さから、自転による変動の振幅が Δm = 0.03 ± 0.01 等級となっている現状の光度曲線データからは自転周期を明確に求めることはできないが、その最も単純な解は11.05時間である。しかし、ほぼ確実に自転周期は41時間までの範囲内であろうとされる。衛星も含めた質量は、(1.361 ± 0.033)×1020 kg で、これは地球の衛星である月の約2%、土星の衛星エンケラドゥスよりやや重い程度に相当する。Gǃkúnǁʼhòmdímà の幾何アルベドは 0.15 程度、バルク密度は約 1 g/cm3と低い。
2018年、W. M. Grundy らの研究チームは、アルベドと密度が低い Gǃkúnǁʼhòmdímà や (174567) ヴァルダ（幾何アルベドは 0.1 程度、密度は 1.2 g/cm3程度）は、彗星を含む大小様々な大きさの太陽系外縁天体の組成にはかなりの割合の岩石が含まれているという事実と相まって、物理的構造にある程度の多孔性を有しているとされ、重力的に崩壊したことでより高いアルベドと密度を持った (50000) クワオアー や (90482) オルクス のような惑星状の天体と違って内部が分化したことがない、もしくはせいぜい部分的にしか分化していないという研究内容を公表した。このような天体は決して静水圧平衡の状態にあると言えず、準惑星とみなす条件を満たしていない。
Gǃkúnǁʼhòmdímà の可視光線と近赤外線における色の見え方は異常なほど一致していない。可視光波長では赤みがかっているが（V-R=0.62）、近赤外波長では青みがかって見える（V-I=1.028）。したがって、太陽系外縁天体の色に基づく4種類のスペクトル分類に分類することができない。他の2つの太陽系外縁天体 (26375) 1999 DE9 と (145452) 2005 RN43 も同じような性質を示しており、これらは太陽系外縁天体のスペクトル分類にさらに追加のグループが存在していることを意味している。

## 衛星
Gǃkúnǁʼhòmdímà は唯一の既知の衛星 Gǃòʼé ǃHú を持っており、太陽系外縁天体の衛星としては最も色が赤く見える天体の一つである。その大きさと質量は推測でしか求めることができない。Gǃkúnǁʼhòmdímà と Gǃòʼé ǃHú の視等級には 3.242 ± 0.039 等級の差がある。両者のアルベドが同じであると仮定すると、その直径には 4.45 ± 0.08 倍の差があることになる。赤みがかった衛星は、しばしばその原色よりも低いアルベドを持つ場合があることが知られているが、この衛星ではその懸念はないかもしれない。衛星の総体積は全体の約1％しかないとされるため、このような不確実性は密度の計算にほとんど影響を及ぼさない。したがって、主星である Gǃkúnǁʼhòmdímà の直径の不確実性ほど重要なものではないとされる。